# Ren Hayakawa
Ren Hayakawa (jap. 早川漣 Hayakawa Ren; ur. 24 sierpnia 1987) – japońska łuczniczka, brązowa medalistka olimpijska w drużynie z Kaori Kawanaką i Miki Kanie. Startuje w konkurencji łuków klasycznych.